# Charles Cleveland Nutting
Charles Cleveland Nutting (1858 – 1927) è stato uno zoologo statunitense.